# Hajtmanszki Zoltán

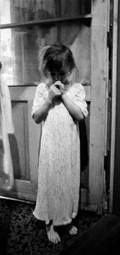
Angyalka

Hajtmanszki Zoltán (Budapest, 1962. december 17. –) magyar fotóművész.

## Életútja
Hajtmanszki Zoltán, Balogh Rudolf-díjas (2006) fotóművész, az élet iskolájában végzett, levelező tagozaton érettségizett. 1985-től professzionális fotós, színházfotókkal debütált, majd 1994-ig autentikus fotóriporter. 1994-től szabadúszó városfotós, professzionális kószáló. Az 1990-es években a jugoszláviai polgárháború idején az ENSZ Menekültügyi Főbiztossága megbízásából 4000 felvételt készített a menekültekről.

## Művészete

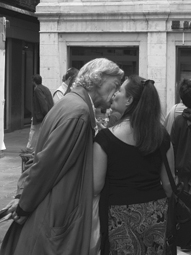
Búcsúcsók

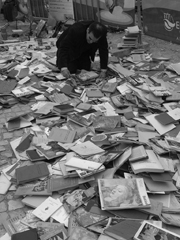
Lisszabon könyvvásár

Urbánus képein a nagyvárosok emberi arcát, hangulatait, általánosítható, jelentésekkel felruházható emberalakjait rögzíti, a fotográfiát esztétikus kommunikációként használja.

## Munkássága
2003-ban Exposed Books néven egyéni kiadót alapított, amely képeinek nyomtatott reprodukcióit és könyveit adja ki. Fotólbumai:
- Honvágyók. Pelikán Kiadó, 1994.
- Downtown Flaneur. Exposed Books, 2003.
- Toi. Exposed Books, 2005.
- "Elszakadás". 2010 paperlass_books_hu
- "Még Béke". 2011 paperlass_books_hu

2007-ben készült weboldalán 17 nagyvárosról készített felvételeinek válogatása, kb. 800 db. fekete-fehér fénykép látható.

## Egyéni kiállításaiból[3]
- 1998 • A hajléktalanságról, Magyar Fotográfusok Háza (Mai Manó Ház), Budapest
- 2009 • Hajtmanszki Zoltán kiállítása, Kolta Galéria, Budapest